# Primavera (kommun i Brasilien, Pernambuco)
Primavera är en kommun i Brasilien.   Den ligger i delstaten Pernambuco, i den östra delen av landet, 1 600 km nordost om huvudstaden Brasília. Antalet invånare är 13 439. Arean är 110 kvadratkilometer.
Terrängen i Primavera är kuperad åt nordväst, men åt sydost är den platt.
Omgivningarna runt Primavera är en mosaik av jordbruksmark och naturlig växtlighet. Runt Primavera är det ganska tätbefolkat, med 129 invånare per kvadratkilometer.